# Палмас (Токантінс)
Палмас (порт. Palmas) — місто і муніципалітет у Бразилії, столиця штату Токантінс.
| Бразилія | Це незавершена стаття з географії Бразилії. Ви можете допомогти проєкту, виправивши або дописавши її. |